# Bálint András Varga
Bálint András Varga [ˈbaːlint ˈɒndraːʃ ˈvɒrgɒ] (* 3. November 1941 in Budapest; † 31. Dezember 2019 in Wien; ungarisch Varga Bálint András, teilweise als B.A.V. abgekürzt) war ein ungarischer Schriftsteller und Publizist. Bekannt wurde er insbesondere für seine Bücher und Interviews zur Neuen Musik. Mit vielen zeitgenössischen Komponisten verbanden ihn Freundschaften.

## Leben
Varga studierte Anglistik und Slawistik an der Budapester Eötvös-Loránd-Universität. 1965 begann er, für die Englische Sektion von Magyar Rádió zu arbeiten. 1971 wechselte Varga schließlich zum Verlag Editio Musica Budapest, wo er Leiter der Promotion-Abteilung wurde. Zwischen 1991 und 1992 war er kurzzeitig stellvertretender Direktor des Ungarischen Kulturinstituts in Berlin. Von 1992 bis 2007 leitete er schließlich die Promotion-Abteilung der Wiener Universal Edition (UE). Auch nach seiner Pension 2008 blieb er als Konsulent für die UE tätig.

## Werk und Auswahlbibliografie
Varga hatte nach eigenem Bekunden keine Ahnung von Neuer Musik und stellte daher zeitlebens Fragen an Musikschaffende. Es entstand eine große Sammlung von Interviews, die in zahlreichen Büchern veröffentlicht wurden. Daher und auch wegen seiner Marketingtätigkeiten für Musikverlage gilt er als Vermittler und Förderer der zeitgenössischen Klassik, wobei er ein besonderes Augenmerk auf ungarische Landsleute richtete. Eine besondere Verbindung bestand etwa zu György Kurtág und György Ligeti.
- Zenészekkel – zenéről. Beszélgetések világhírűmuzsikusokkal. MRT–Minerva, Budapest 1972.
- Muzsikusokkal Amerikában. A Rádiózenekar 1973. évi turnéja. Zeneműkiadó, Budapest 1974, ISBN 963-330-059-2.
- Witold Lutosławski. Beszélgetések Varga Bálint Andrással. Zeneműkiadó, Budapest 1974, ISBN 963-330-030-4.
- Muzsikusportrék. Zeneműkiadó, Budapest 1979, ISBN 963-330-298-6.
- Beszélgetések Iannis Xenaxisszal. Zeneműkiadó, Budapest 1980, ISBN 963-330-368-0.
  - Gespräche mit Iannis Xenakis Atlantis, Zürich 1995, ISBN 3-254-00193-1.
- Beszélgetések Luciano Berióval. Zeneműkiadó, Budapest 1981, ISBN 963-330-437-7.
- Contemporary Hungarian music in the international press, Editio Musica, Budapest 1982, ISBN 963-330-484-9.
- 3 kérdés 82 zeneszerző. Budapest, 1986. Zeneműkiadó 963-330-611-6.
- Contemporary Hungarian composers, Editio Music, Budapest 1989 (5. Auflage), ISBN 978-963-330-686-4.
  - in verschiedenen Ausgaben überarbeitet, zuletzt auf Deutsch: Drei Fragen an 73 Komponisten. ConBrio, Regensburg 2014, ISBN 978-3-940768-42-1.
- Kurtág György. Holnap Kiadó, Budapest 2009, ISBN 9789633468548
  - Drei Gespräche mit Bálint András Varga und Ligeti-Hommagen. Wolke Verlag, Hofheim 2010, ISBN 978-3-936000-40-5.
- From Boulanger to Stockhausen. Interviews and a memoir. University of Rochester Press, Rochester 2013, ISBN 978-1-58046-439-0.
- Der Komponisten Mut und die Tyrannei des Geschmacks. Wolke Verlag, Hofheim 2016, ISBN 978-3-95593-071-4.

## Ehrungen
Varga sind einige Kompositionen gewidmet, darunter das Konzert für Violoncello und Orchester (2004) von Georg Friedrich Haas. Zum Anlass seiner Pensionierung spielte das Wiener Klaviertrio am 29. November 2007 im Wiener Musikverein ein Überraschungskonzert zu Ehren Vargas, für das namhafte Komponisten kleinere Stücke komponiert hatten. Es folgten Einspielungen im Rahmen der Sendung Zeit-Ton des österreichischen Radioprogramms Ö1. Zu den Kompositionen gehören Für Bálint András Varga von Johannes Maria Staud, Scala cromatica von Arvo Pärt, Parabola I von Friedrich Cerha, Varga Bálint Ligaturája von György Kurtág und ins Licht von Georg Friedrich Haas.
Am 15. Oktober 2018 wurde ihm das Österreichische Ehrenkreuz für Wissenschaft und Kunst I. Klasse verliehen.